# 비야디 샤크
비야디 샤크(영어: BYD Shark) 또는 비야디 샤크 6(영어: BYD Shark 6)는 비야디 자동차에서 2024년부터 생산 중인 플러그인 하이브리드 중형 픽업트럭이다. 이 차량은 비야디 자동차에서 만든 최초의 경형 유틸리티 차량이며 2024년 5월 멕시코에서 출시되었다.

## 개요
2024년 5월 멕시코에서 출시되었다.

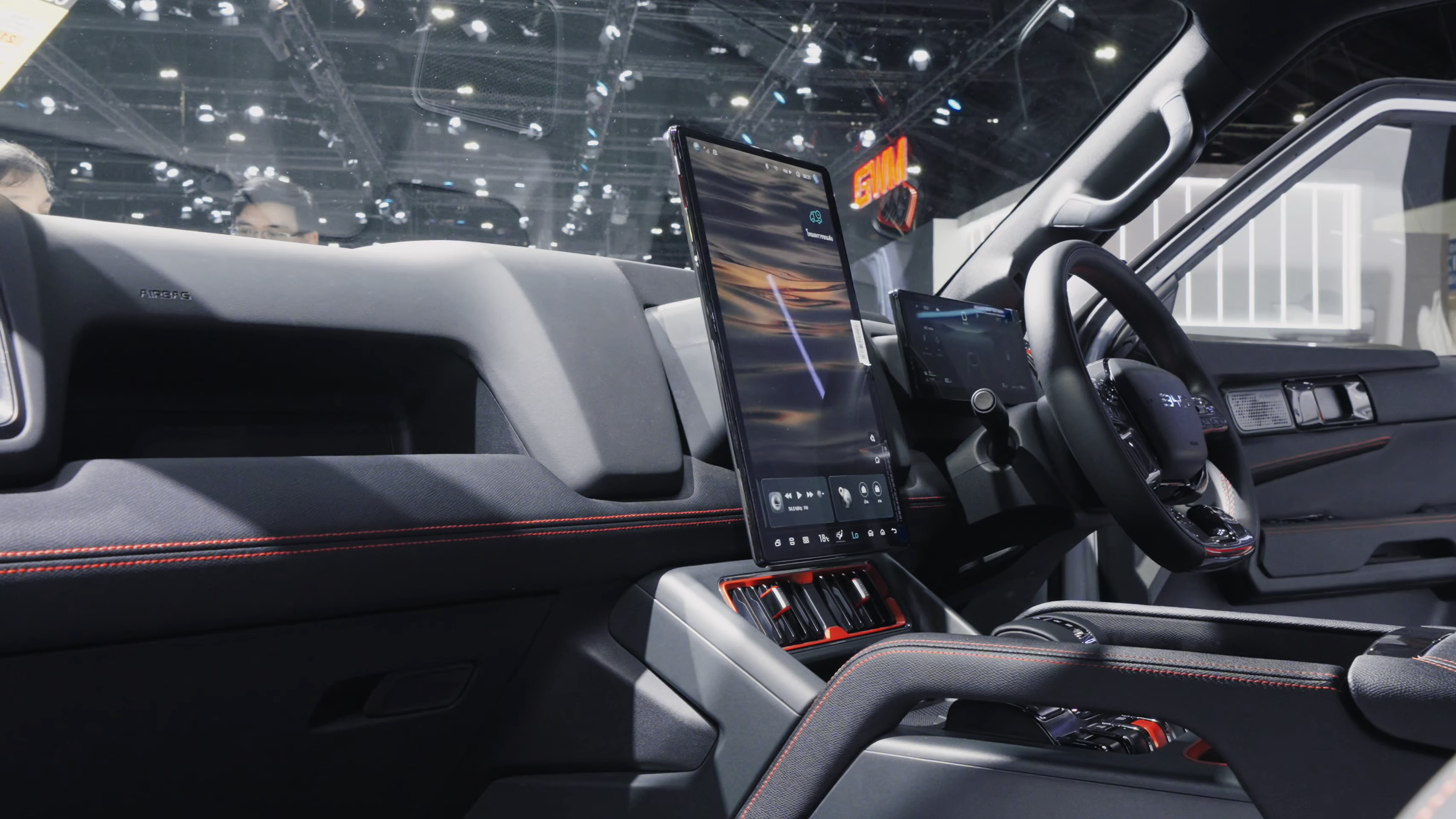
내부

## 판매 국가

### 오스트레일리아, 뉴질랜드
오스트레일리아와 뉴질랜드에서는 비야디 샤크 6라는 이름으로 판매되고 있다. 2024년 10월 말 오스트레일리아에서는 단일 모델로 판매되었고, 뉴질랜드에서는 12월 초에 판매가 시작되었다.

### 브라질
2024년 10월 브라질에서 단일 모델로 판매되었다.

### 멕시코
2024년 5월에 출시되었으며, GL과 GS의 두 가지 트림으로 제공된다.

### 라오스
비야디 샤크 6라는 이름으로 출시되었으며, 2024년 11월 말에 단일 모델로 출시되었다.

## 같이 보기
- 비야디 자동차의 차종 목록